# Новый (Калужская область)
Новый — посёлок в Думиничском районе Калужской области России в составе Сельского поселения «Деревня Буда».

## История
В 1955 в двух км от деревни Буда Думиничского района было образовано предприятие — комбинат «Вымпел» Главного управления государственных резервов при Совмине СССР. Сначала (до конца 1960-х) оно называлось Организация «Почтовый ящик № 1».
Рядом вырос посёлок, первоначально считавшийся микрорайоном деревни Буда под названием «площадка» или «комбинат». Затем он получил статус самостоятельного населенного пункта Новый.

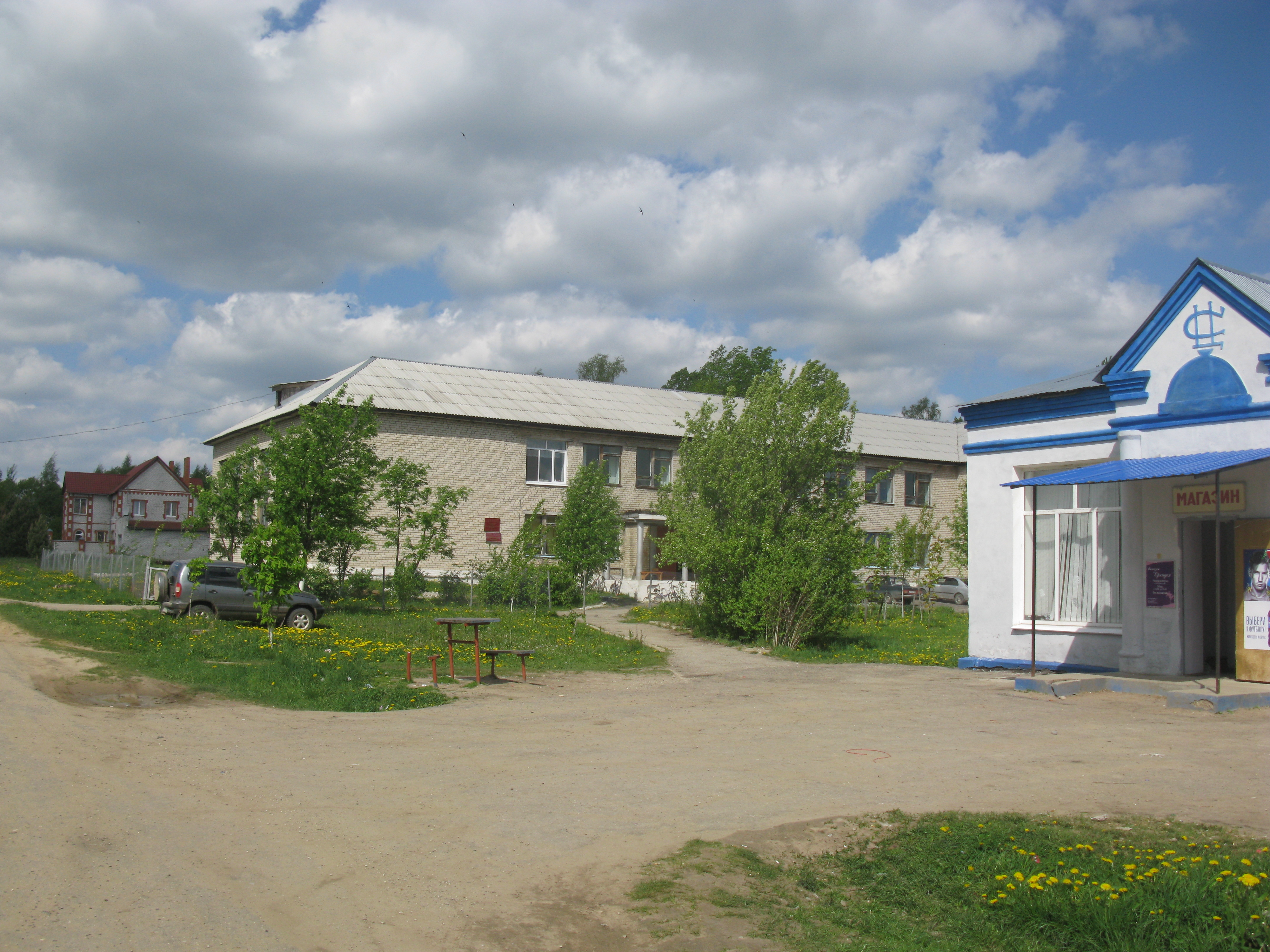
Паликская средняя школа

В 1960 сюда перевели Будскую школу, с 1961 она стала называться Паликская средняя школа.

## Предприятия и организации (2012)
- ФГУ комбинат «Вымпел» Росрезерва
- Воинская часть
- Паликская средняя школа № 1

## Население
Разница в численности населения в 2002 и 2010 году - за счёт воинской части (в первом случае она не учтена).
| 2002 | 2010 |
| ---- | ---- |
| 299  | ↗558 |